# Željko Pahek
Željko Pahek, (Županja, Croacia, Yugoslavia, 1954) es un historietista croata y serbio. Principalmente reconocido por la serie de novelas gráficas "La Légion des imperméables" ("The Legion Of The Waterproof"), "Moby Dick" i "Error data (Chronicles by a Burnt Out Robot)". Vive en Belgrado, Serbia, desde 1978.

## Obra

### Las historietas
Serie, álbum, novela gráfica
- Astro-iđani, Yugoslavia /Serbia/, 1981-1983. (álbum /serbio/ 1986, 2007. y 2009.)
- Legija nepromočivih, Yugoslavia /Serbia/, 1985— (álbum  /serbio/ 1997. y 2010. "La Légion des Imperméables", Francia, 2016;[3] y "The Legion Of The Waterproof", Heavy Metal Magazine, Estados Unidos)
- Once upon a time in the future, Estados Unidos, 1991.
- Depilacija mozga, Yugoslavia /Serbia/, 1997.
- Badi kukavica i druge priče, Yugoslavia /Serbia/, 2001.
- Moby Dick 1-2, guionista de historieta Jean-Pierre Pécau, Francia, 2005.
- Avili! Avili!, Serbia, 2012.
- 1300 kadrova, Bosnia y Herzegovina, 2014.
- Error Data (Chronicles by a Burnt Out Robot), Reino Unido, 2016.

Antologías
- Durchbruch, Alemania, 1990. (alias: Breakthrough, Après le mur, Der var engang en mur - Tegneserier om Østeuropa i forandring, Falomlás, Der var engang en mur, Murros: Rautaesirippu repeää...)[4]
- 15 Years of Heavy Metal: The World's Foremost Illustrated Fantasy Magazine, Estados Unidos, 1992.
- Signed by War — Getekend door de oorlog („Potpisano ratom”), Países Bajos, 1994.
- 20 Years of Heavy Metal, Estados Unidos, 1997.
- Heavy Metal Magazine: 35th anniversary issue", Estados Unidos, 2012.
- Balkan Comics Connections: Comics from the ex-YU Countries, Reino Unido, 2013.
- Odbrana utopije, Serbia, 2014.
- Sarajevski atentat, Bosnia y Herzegovina, 2016.

Colorista
- „Jeremiah” por Hermann Huppen
- „Las torres de Bois-Maury” por Hermann